# Murina beelzebub
Murina beelzebub — вид ссавців родини лиликових. 

## Етимологія
Епітет виду походить від біблійного Вельзевула, повелителя мух, з посиланням на темний колір хутра, агресивну поведінку, що спостерігається в природі та харчування, головним чином, комахоїдне.

## Опис
Кажан невеликого розміру, з довжиною передпліччя між 33,7 і 36,3 мм, довжина хвоста 40,6 мм, довжина стопи 7,7 мм, довжина вух 13,8 мм.
Шерсть довга і тягнеться на крилах до висоти ліктів і колін. Спинна частина чернувато-коричнева з кінчиками волосся світло-сірими, в той час як черевна частина біла з основою волосся темно-коричневого кольору. Морда вузька, видовжена, з виступаючими ніздрями. Очі дуже малі. Вуха закруглені з виїмкою в середині заднього краю. Крила прикріплені до задньої частини основи великого пальця. Ступні маленькі і покриті волосками. Хвіст довгий і повністю включений у велику хвостову мембрану, яка знизу покрита білуватими волосками. Калькар довгий.

## Проживання
Цей вид поширений в центральному В'єтнамі. Живе в вічнозелених лісах і вторинних лісах між 400 і 1600 метрів над рівнем моря.

## Звички
Харчується комахами.